# Eilean Dubh (Kyles of Bute)

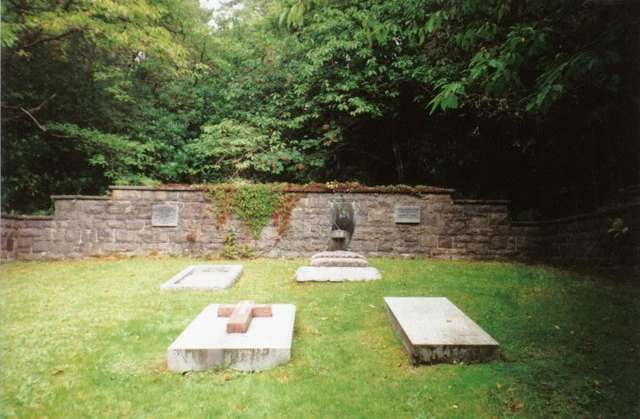
Friedhof auf Eilean Dubh

Eilean Dubh (deutsch: Schwarze Insel) ist eine kleine unbewohnte schottische Insel am nördlichsten Punkt des Meeresarmes Kyles of Bute, welcher die Insel Bute von der Halbinsel Cowal auf dem schottischen Festland abtrennt, an der Abzweigung von Loch Riddon. Administrativ gehört sie zu der Council Area Argyll and Bute. Neben den etwa einen Kilometer südöstlich gelegenen Burnt Islands ist Eilean Dubh die einzige größere Insel in den 27 km langen Kyles of Bute. Am nördlichsten Punkt der Insel sowie auf der gegenüberliegenden Landseite befinden sich kleine Leitfeuer für den Schiffsverkehr.
Die etwa 300 m lange und 160 m breite Insel liegt nur 80 m abseits der Cowal-Küste. Buttock Point, die nördlichste Landspitze von Bute, ist etwa 800 m entfernt. Es handelt sich um eine bewaldete, felsige Insel, deren höchster Punkt sich 19 m über die Wasseroberfläche erhebt. Eilean Dubh ist unbewohnt, jedoch befindet sich dort der Privatfriedhof der Familie Clark. Auf diesem etwa 100 m² umfassenden Areal befinden sich insgesamt acht Grabsteine, von denen der älteste aus dem Jahre 1937 stammt. Der Friedhof wird aktuell noch als solcher genutzt.